# 아째르 블라썸
아째르 블라썸은 호원대학교 학생들로 구성된 대한민국의 전 음악 그룹이다. 2021년 싱글 [Focus on me]로 데뷔했다.

## 음반
- Focus on me (2021)